# Livros do Brasil
Livros do Brasil é uma editora de livros portuguesa, fundada em 1944 por António Augusto de Souza-Pinto.
O objectivo da sua criação era divulgar, não só os grandes autores da literatura brasileira, como outros autores, cujos livros ainda não tinham sido editados em Portugal, mas que já se encontravam disponíveis no Brasil.
Em janeiro de 2015, foi divulgada a compra da Livros do Brasil pelo Grupo editorial português Porto Editora .

## Colecções
De entre as suas diversas colecções, destaca-se a Colecção Vampiro que junta, em mais de 680 títulos, os grandes autores de literatura policial e de mistério.
- Argonauta (ficção científica em formato de bolso)
- Argonauta Gigante (obras seleccionadas de autores de ficção científica)
- Autores de sempre (literatura universal que inclui as obras mais representativas de diversos autores)
- Colecção Triângulo (teatro, ensaio, poesia)
- Dicionários
- Dois Mundos (literatura universal)
- Eça de Queiroz (literatura portuguesa)
- Edições Especiais Ilustradas (obras literárias de seleccionadas, ilustradas por ilustradores portugueses)
- Em Causa (literatura juvenil)
- Enciclopédia LBL (literatura científica)
- Experimenta (literatura infanto-juvenil)
- Explicado A (literatura juvenil)
- Gestão e Empresas (negócios e economia)
- Júlio Verne (literatura)
- Livros do Brasil (literatura brasileira)
- Miniatura – nova série
- Miniatura (literatura em formato de bolso)
- Mundo Ibérico (estudos sobre Portugal, Espanha e ex-colónias destes países)
- O Despertar Dos Mágicos (obras de conteúdo sobrenatural)
- O Jardim das Tormentas (obras da literatura erótica)
- Os Grandes Processos da História (história de episódios judiciários)
- Pro/Contra (temas da actualidade onde o leitor tem o papel de juiz)
- Saúde e Vida (saúde)
- Sexologia e Erótica (sexologia e literatura erótica)
- Suores Frios (literatura de suspense)
- Vampiro (literatura policial diversificada no formato de livros de bolso)
- Vampiro Gigante (obras seleccionadas de autores de romances policiais)
- Vida e Aventura (romances de aventuras, de guerra, de espionagem, românticos, góticos, históricos)
- Vida e Cultura (ensaios, documentos, biografias)
- Vida Quotidiana (obras de carácter histórico)
- Vidas Célebres (biografias de grandes músicos, pintores, poetas)